# Lijst van beelden in Epe
Dit is een (onvolledige) chronologische lijst van beelden in Epe. Bedoeld is de gemeente Epe, waartoe onder andere Vaassen, Oene en Epe zelf behoren, Onder een beeld wordt hier verstaan elk driedimensionaal kunstwerk in de openbare ruimte van de Nederlandse gemeente Epe, waarbij beeld wordt gebruikt als verzamelbegrip voor sculpturen, standbeelden, installaties, gedenktekens en overige beeldhouwwerken.
| Geplaatst                                 | Omschrijving                                                                               | Kunstenaar                   | Straat                                               | Plaats       | Materiaal        | Afbeelding |
| ----------------------------------------- | ------------------------------------------------------------------------------------------ | ---------------------------- | ---------------------------------------------------- | ------------ | ---------------- | ---------- |
|                                           | Gevelreliëf Maarten van Rossum                                                             |                              | Maarten van Rossumplein bij (kasteel de Cannenburgh) | Vaassen      |                  |            |
|                                           | Gevelreliëf alliantiewapen van Hendrik van Isendoorn (†1594) en Sophie van Stommel (†1576) |                              | Maarten van Rossumplein bij (kasteel de Cannenburgh) | Vaassen      |                  |            |
|                                           | Gevelreliëf Hendrik van Isendoorn (†1594) en Sophie van Stommel (†1576)                    |                              | Maarten van Rossumplein bij (kasteel de Cannenburgh) | Vaassen      |                  |            |
| 1948                                      | Vrouw in park                                                                              | Gerrit Bolhuis               | Sweert de Landaspark                                 | Epe          | Franse kalksteen |            |
| 1948                                      | Houten beeld                                                                               | Alex van Dalen               | Brink                                                | Vaassen      | Hout             |            |
| 1980                                      | Man, vrouw, water (fontein)                                                                | Marcus Ravenswaay            | Hoofdstraat                                          | Epe          |                  |            |
| 1981; 100-jarige veemarkt                 | Boer met stier                                                                             | Nenne van Dijk               | Donsselaarsweg / Dorpsstraat                         | Oene         | Kunststof        |            |
| 1985                                      | De Mulder                                                                                  | Greet Grottendieck           | Molenstraat                                          | Vaassen      | Brons            |            |
| 1985                                      | Willem van Tongeren (1854-1942) marskramer en kissiesman                                   | Paul Akkerman                | Dorpsstraat; bij de Kerk                             | Vaassen      | Brons            |            |
| 1987 gestolen 2010 opnieuw geplaatst 2011 | De fietsster                                                                               | Greet Grottendieck           | Emmastraat-Beekstraat                                | Epe          | Brons            |            |
| 1992                                      | Vrouw                                                                                      | Greet Grottendieck           | Grotenkampstede                                      | Vaassen      | Brons            |            |
| 1992                                      | Jongen                                                                                     | Greet Grottendieck           | Ds van Rhijnstraat                                   | Emst         | Brons            |            |
| 1992                                      | Man                                                                                        | Greet Grottendieck           | St Crusiusweg                                        | Epe          | Brons            |            |
| 1992                                      | Meisje                                                                                     | Greet Grottendieck           | Duivenslag                                           | Oene         | Brons            |            |
| 1994                                      | 2 kubussen                                                                                 | Martha Waijop                | Emmastraat                                           | Epe          | Roestvrij staal  |            |
| 1997                                      | Drie eiervrouwtjes                                                                         | Greet Grottendieck           | Kosterstraat                                         | Vaassen      | Brons            |            |
| 1997                                      | De harpspeelster                                                                           | Fons Bemelmans               | Eperweg                                              | Emst         |                  |            |
| 1998                                      | Honderd jaar vorstinnen                                                                    | Greet Grottendieck           | Noordelijke dorpsingang Epe                          | Epe.         | Brons            |            |
| 2001                                      | MKZ- monument                                                                              | N.G. Zalm en Ines van Triest | Houtstraat                                           | Oene         | Graniet          |            |
| 2002                                      | MKZ-monument de Roodbonte koe                                                              | onbekend                     | Eperweg                                              | Emst         | staal            |            |
| 2005                                      | Vrede, vrijheid, verdraagzaamheid                                                          | Sirwan Raouf                 | Brink                                                | Vaassen      | Brons            |            |
| 2005                                      | Sound of Traffic                                                                           | Janske Hombergen             | Rotonde ;Tongerenseweg,Paalbeekweg                   | Epe/ Wissel  | Aarde en gras    |            |
| 2006                                      | Molukse familie                                                                            | Greet Grottendieck           | Kouwenaarspad                                        | Vaassen      | Brons            |            |
| 2007                                      | Maarten van Rossum                                                                         | Greet Grottendieck           | Maarten van Rossumplein bij kasteel de Cannenburgh   | Vaassen      | Brons            |            |
| ?                                         | ?                                                                                          | ?                            | Kerkstraat 16                                        | Epe          |                  |            |
| 2010                                      | De Waterskiër                                                                              | Frans Goldhagen              | A50 tpv Kievitsveld te Emst                          | gemeente Epe | Staal            |            |
| ?                                         | Molenaar van de Cannenburgher molen                                                        |                              | Laarseweg/Kersendijkje                               | Vaassen      |                  |            |
| ?                                         | Dierfiguren                                                                                |                              | Kerkweg                                              | Vaassen      |                  |            |